# Bartosz Łosiak
Bartosz Łosiak (* 14. Mai 1992 in Jastrzębie-Zdrój) ist ein polnischer Beachvolleyballspieler. Von 2009 bis 2013 wurde er in unterschiedlichen Altersklassen dreimal Weltmeister und viermal Europameister. 2016, 2021 und 2024 nahm er an den Olympischen Spielen teil. Außerdem wurde er drei Mal Meister seines Heimatlandes.

## Karriere
Łosiak spielte 2009 mit Piotr Kantor bei den Mysłowice Open sein erstes Turnier der FIVB World Tour. In Espinho gewannen Kantor/Łosiak die Europameisterschaft der U18. Im gleichen Jahr erreichten sie bei der U19-Weltmeisterschaft in Alanya den neunten Rang. 2010 siegten sie auch bei der U20-EM in Catania. Wenig später gewannen sie bei der U19-Weltmeisterschaft in Porto ihren nächsten Titel. Anschließend nahmen sie in Stare Jabłonki erstmals an einem Grand Slam teil. Anschließend entschieden  Kantor/Łosiak die U20-EM in Tel Aviv-Jaffa für sich. Bei der U21-WM in Halifax unterlagen sie wie bei der Landesmeisterschaft ihres Heimatlandes erst im Finale. 2012 wurden sie Dritte beim Continental Cup in Alanya. Die U23-EM in Assen beendeten sie auf dem zweiten Rang. Anschließend erreichten Kantor/Łosiak als Neunte des Grand Slams von Stare Jabłonki erstmals die Top Ten eines World-Tour-Turniers. In Halifax wurden sie Weltmeister der U21. 2013 gewannen sie bei der U23-Weltmeisterschaft in Mysłowice ihren sechsten Titel als Nachwuchsspieler. Den Grand Slam in Den Haag beendeten sie auf dem neunten Rang. Bei der WM in Stare Jabłonki erreichten sie als Gruppensieger die KO-Phase, schieden aber dann im ersten Duell gegen die Kanadier Saxton/Schalk aus. Nach der WM wurden sie bei den Grand Slams in Gstaad und Berlin jeweils Neunte. Bei der U22-Europameisterschaft in Warna gewannen sie ihren nächsten EM-Titel. Danach standen sie zum zweiten Mal im Finale der polnischen Titelkämpfe. Zum Ende des Jahres belegten sie beim Grand Slam in São Paulo den fünften Platz.
Seit 2014 gehörten Kantor/Łosiak zur Weltspitze im Beachvolleyball. Die Polen erreichten auf der FIVB World Tour zahlreiche Top-Ten-Ergebnisse. Herausragend waren hierbei ein dritter Platz 2014 beim Grand Slam in São Paulo, ein zweiter Platz 2015 beim Major in Stavanger, 2016 der Sieg beim Grand Slam in Rio de Janeiro und ein dritter Platz beim Grand Slam in Moskau sowie ein zweiter Platz 2017 beim 5-Sterne-Turnier in Gstaad. Hinzu kamen die Teilnahme an den Olympischen Spielen 2016 in Rio de Janeiro, der fünfte Platz bei der Beachvolleyball-Weltmeisterschaft 2017 in Wien sowie Platz vier beim FIVB Saisonfinale in Hamburg. 2018 siegten Kantor/Łosiak beim FIVB 4-Sterne-Turnier in Warschau und wurden Dritte beim FIVB Saisonfinale in Hamburg. Bei der Beachvolleyball-Weltmeisterschaft 2019 gewannen sie ihre Vorrundengruppe, schieden allerdings in der ersten KO-Runde gegen die Russen Semjonow/Leschukow aus. 2021 qualifizierten sich die Polen über die FIVB-Weltrangliste (u. a. als Sieger des 4-Sterne-Turniers in Sotschi) für die Olympischen Spiele in Tokio, bei denen sie als Gruppendritte in der Lucky Loser Runde gegen die Spanier Herrera/Gavira ausschieden. Anschließend wurden sie in Wien Europameisterschafts-Dritte. Während ihrer Zusammenarbeit gewannen die beiden in den Jahren 2014, 2017 und 2018 die polnische Meisterschaft und wurden 2020 Zweite der Titelkämpfe.
Seit August 2021 ist Michał Bryl Łosiaks Partner und stand mit ihm beim ersten gemeinsamen Wettbewerb im Endspiel der Landesmeisterschaft. Bei der neugeschaffenen World Beach Pro Tour gewannen Bryl/Łosiak die Challenge-Turniere in Tlaxcala, in Doha und in Espinho sowie das Elite16-Turnier in Hamburg. 2023 wurden sie in Doha Ende Januar beim World Beach Pro Tour Finale 2022 Zweite. Bei den Elite16-Turnieren der World Beach Pro Tour 2023 hatten Bryl/Łosiak ausschließlich Top-Ten-Platzierungen, darunter ein dritter Platz in Uberlândia. Im Oktober erreichten sie bei der Weltmeisterschaft in Tlaxcala den dritten Platz und wurden anschließend bei den World Tour Finals Siebte. Nach einigen Viertel- und Achtelfinalteilnahmen  in der folgenden Saison qualifizierten sich die beiden Über die Weltrangliste als einziges polnisches Duo für die Olympischen Spiele. Im letzten Event vor der bedeutendsten Veranstaltung des Jahres standen sie in Wien erst zum zweiten Mal überhaupt in einem Finale eines Elite16. In Paris wurden sie Gruppenzweite, verloren jedoch in der ersten Hauptrunde gegen Herrera / Gavira und belegten so den geteilten neunten Rang. Bei der EM konnten sie nach dem ersten Spiel wegen einer Verletzung von Bartosz Łosiak nicht mehr antreten.
Auf der World Beach Pro Tour 2025 erreichten Bryl/Łosiak nach vier Top-Ten-Platzierungen bei Elite16-Turnieren beim heimischen Challenge-Turnier in Stare Jabłonki im Juni das Endspiel, das sie gegen die Schweizer Marco Krattiger und Leo Dillier knapp im Tiebreak verloren.